# Mélanie Bernier

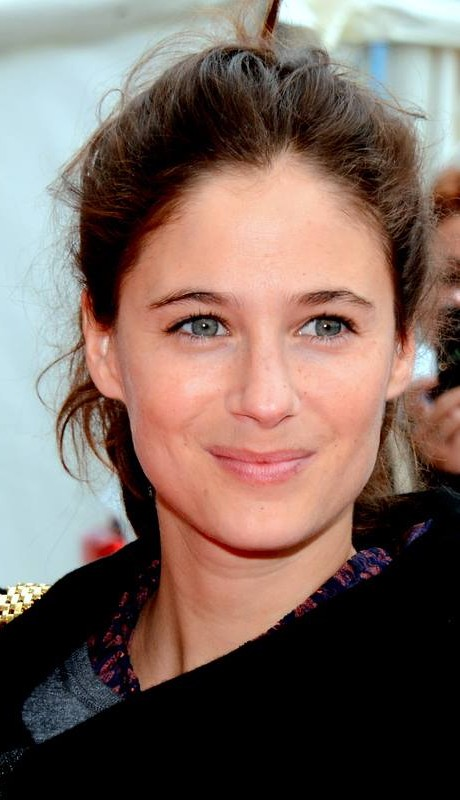
Mélanie Bernier (2013)

Mélanie Bernier (* 5. Januar 1985 in Tours) ist eine französische Schauspielerin.

## Leben
Bereits als Kind nahm Mélanie Bernier Schauspielunterricht und spielte vereinzelt am Stadttheater ihrer Heimatstadt Tours. Nach ihrem Debüt als Filmschauspielerin in dem Fernsehfilm Rends-moi mon nom, hatte sie in dem 2001 erschienenen und von Bruno Chiche inszenierten Komödie Barnie et ses petites contrariétés an der Seite von Fabrice Luchini, Nathalie Baye und Marie Gillain ihre erste größere Rolle auf der Leinwand.

## Filmografie (Auswahl)
- 2000: Rends-moi mon nom
- 2001: Barnie et ses petites contrariétés
- 2002: Like an Airplane (Comme un avion)
- 2003: L'affaire Martial
- 2004: Little Fadette (La petite Fadette)
- 2005: Venus and Apollo (Vénus & Apollon)
- 2005: L'empire du tigre
- 2006: A Year in My Life (Le temps des porte-plumes)
- 2007: Seine Majestät das Schwein (Sa majesté minor)
- 2008: Modern Love
- 2008: Off and Running (Passe-passe)
- 2008: My Stars (Mes stars et moi)
- 2009: Le coach
- 2009: 10 Minuten in Paris (10 minutes à Paris)
- 2010: Das Labyrinth der Wörter (La tête en friche)
- 2010: The Assault (L’assaut)
- 2011: Nathalie küsst (La délicatesse)
- 2012: Unbekannter Anrufer (Le fil d’Ariane)
- 2012: Mademoiselle Populaire (Populaire)
- 2013: The Scapegoat (Au bonheur des ogres)
- 2013: The Informant (Gibraltar)
- 2013: Große Jungs – Forever Young (Les gamins)
- 2014: Mit dem Herz durch die Wand (Un peu, beaucoup, aveuglément)
- 2015: Our Futures (Nos futurs)
- 2016: Mein Augenstern (La prunelle de mes yeux)
- 2017: To the Top (Tout là-haut)
- 2017: Simon & Theodore (Simon et Théodore)
- 2018: Love Addict
- 2018: Mystère à la Sorbonne (Fernsehfilm)
- 2020: Mine de rien
- 2021: La traque (Fernsehfilm)
- 2022: Maigret
- 2023: Ma langue au chat
- 2024: Neuilly-Poissy
- 2025: Super Mâles (Fernsehserie)